# Knikkergalwesp
De knikkergalwesp (Andricus kollari), veroorzaker van de knikkergal, is een galwesp  die voor komt op zomereik en wintereik.
Uit de knikkergallen komen mannelijke en vrouwelijke wespen. Na bevruchting leggen de vrouwtjes eieren op de moseik die als tussenwaardplant fungeert. Op de moseik worden daardoor vogelnestgallen (Andricus kollari forma circulans Mayr) gevormd. Uit deze gallen komen alleen vrouwelijke galwespen die door parthenogenese in staat zijn eitjes te leggen op de zomereik en wintereik waarop dan vervolgens de knikkergallen gevormd worden.
De 1,5 - 2 mm lange, mannelijke wesp is zeer donkerbruin tot zwart. De poten zijn geelachtigbruin en de antennen doorschijnend geel of lichtbruin. De antennen hebben 14 segmenten.
De 1,5 - 2 mm lange, vrouwelijke wesp uit de knikkergal heeft een donkerbruine kop. De poten zijn bruin/geel. De antennen zijn vuilbruin en hebben 13 segmenten. De vrouwtjes uit de vogelnestgallen zijn 3,5 - 4,5 mm lang.

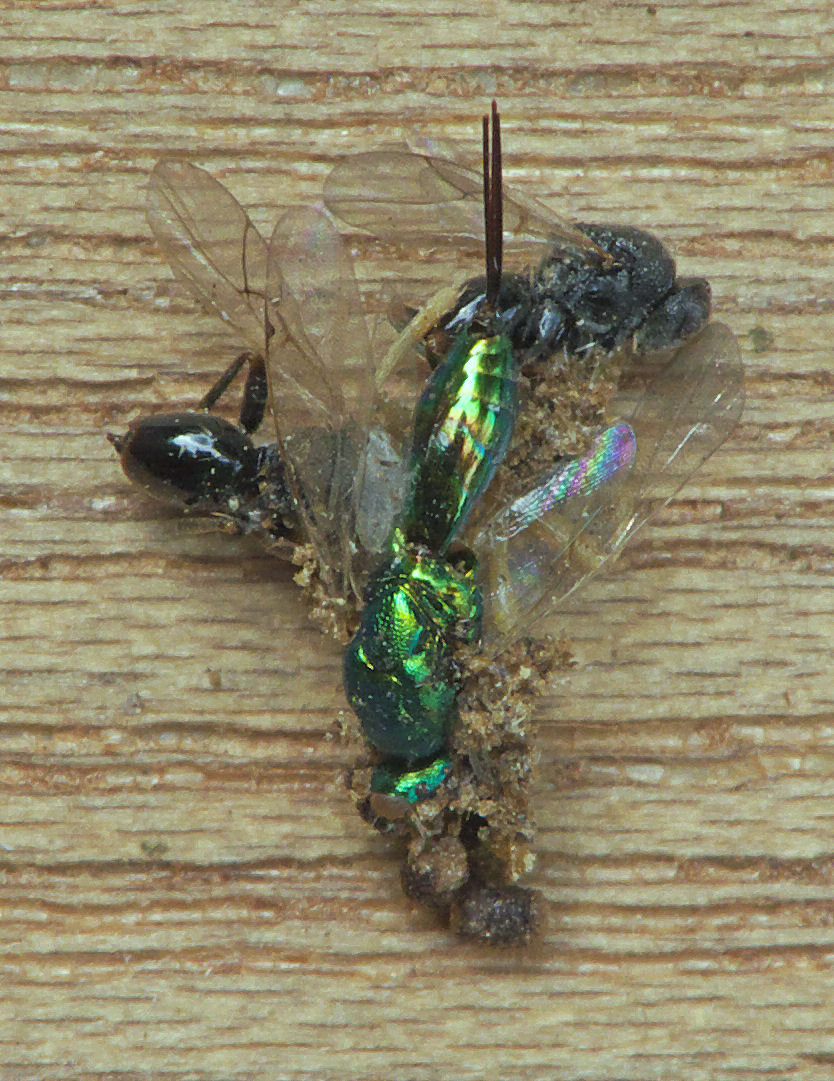
Parasitaire bronswesp (waarschijnlijk een Torymidae) met Andricus kollari mannetjes uit knikkergallen
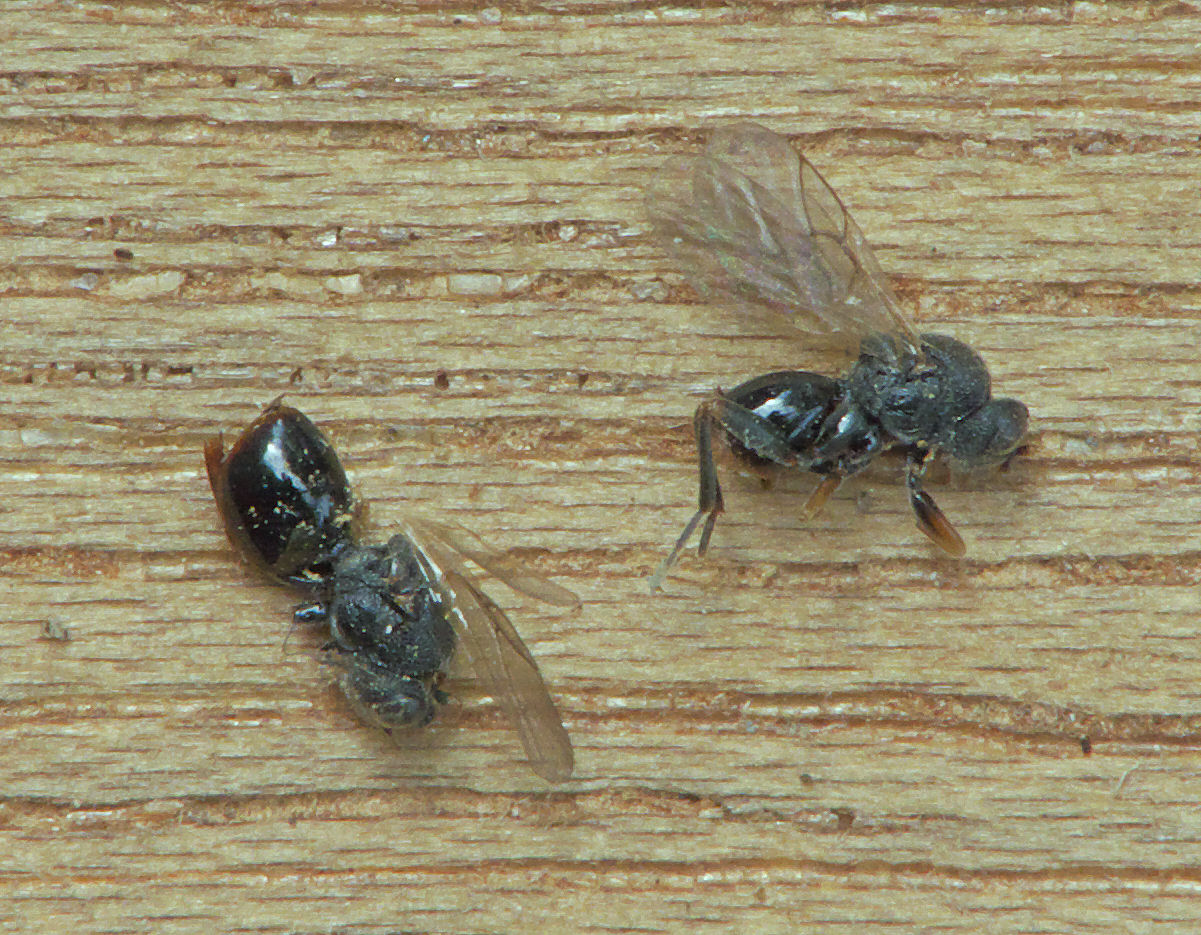
Imago Andricus kollari, mannetjes
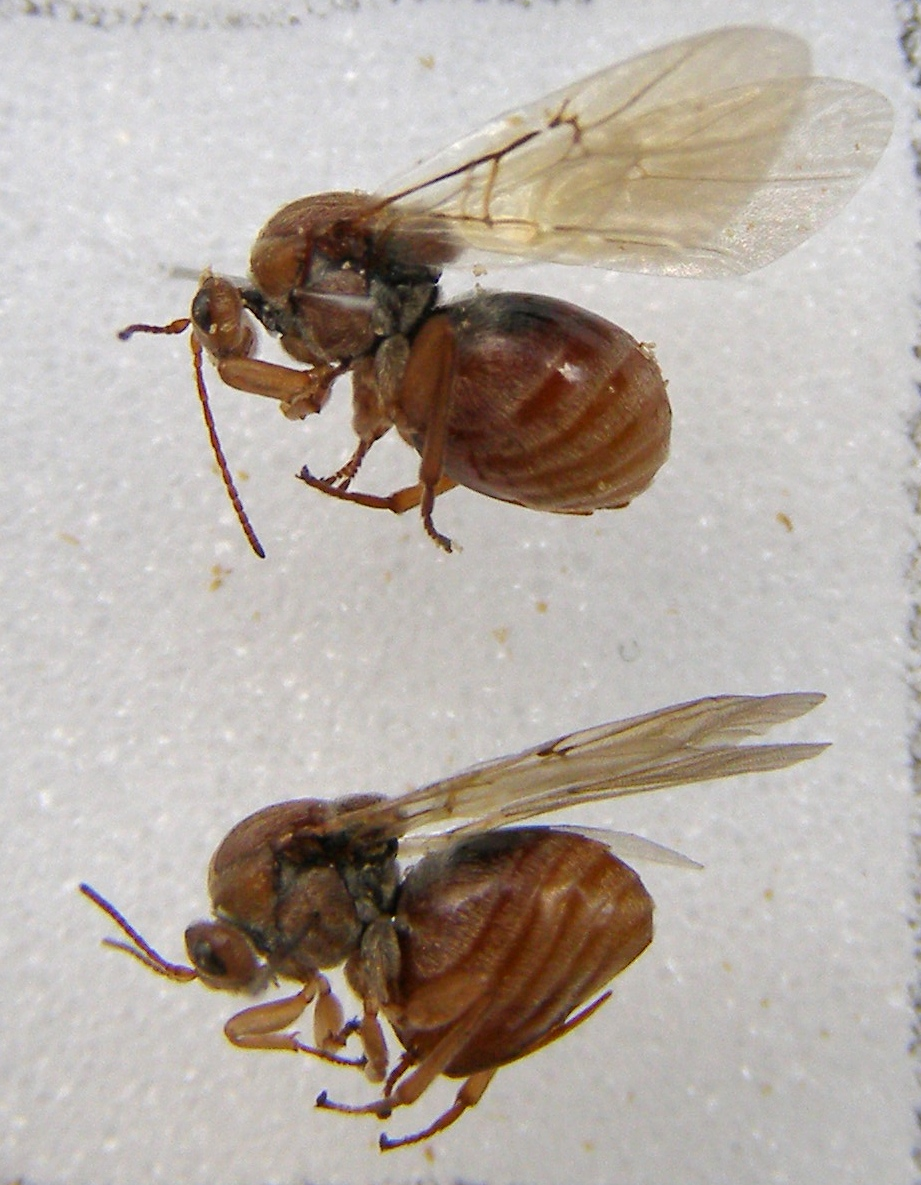
Imago Andricus kollari, vrouwtjes